# S&P 100
Chỉ số S&P 100 (tiếng Anh: S&P 100 Index) là một chỉ số thị trường chứng khoán của các cổ phiếu Hoa Kỳ được duy trì bởi Standard & Poor's.
Các tùy chọn chỉ số trong S&P 100 được giao dịch với mã chứng khoán "OEX". Bởi vì sự phổ biến của các tùy chọn đó, các nhà đầu tư thường tham khảo các chỉ số bằng mã chứng khoán của nó.
S&P 100, một tập hợp con của S&P 500, bao gồm 100 cổ phiếu Hoa Kỳ hàng đầu với các tùy chọn niêm yết trên sàn chứng khoán. Thành phần của S&P 100 được chọn cho cân bằng ngành và đại diện cho khoảng 63% vốn hóa của S&P 500 và gần 51% vốn hóa thị trường chứng khoán Hoa Kỳ tính đến thagns 1 năm 2017. Các cổ phiếu trong S&P 100 có xu hướng là các công ty lớn nhất là thành lập sớm nhất trong S&P 500.

## Lịch sử
Chỉ số này được bắt đầu vào ngày 15 tháng 6 năm 1983.

## Bản ghi
| Thể loại   | Kỉ lục cao nhất | Kỉ lục cao nhất                 |
| ---------- | --------------- | ------------------------------- |
| Đóng cửa   | 1,061.21        | Thứ Tư, ngày 1 tháng 3 năm 2017 |
| Trong ngày | 1,063.33        | Thứ Tư, ngày 1 tháng 3 năm 2017 |

## Các thành phần
(tính đến ngày 10 tháng 11 năm 2016)
| Ký hiệu | Tên                               |
| ------- | --------------------------------- |
| AAPL    | Apple Inc.                        |
| ABBV    | AbbVie Inc.                       |
| ABT     | Abbott Laboratories               |
| ACN     | Accenture plc                     |
| AGN     | Allergan plc                      |
| AIG     | American International Group Inc. |
| ALL     | Allstate Corp.                    |
| AMGN    | Amgen Inc.                        |
| AMZN    | Amazon.com                        |
| AXP     | American Express Inc.             |
| BA      | Boeing Co.                        |
| BAC     | Bank of America Corp              |
| BIIB    | Biogen Idec                       |
| BK      | The Bank of New York Mellon       |
| BLK     | BlackRock Inc                     |
| BMY     | Bristol-Myers Squibb              |
| BRK.B   | Berkshire Hathaway                |
| C       | Citigroup Inc                     |
| CAT     | Caterpillar Inc                   |
| CELG    | Celgene Corp                      |
| CL      | Colgate-Palmolive Co.             |
| CMCSA   | Comcast Corporation               |
| COF     | Capital One Financial Corp.       |
| COP     | ConocoPhillips                    |
| COST    | Costco                            |
| CSCO    | Cisco Systems                     |
| CVS     | CVS Health                        |
| CVX     | Chevron                           |
| DD      | DuPont                            |
| DHR     | Danaher                           |
| DIS     | The Walt Disney Company           |
| DOW     | Dow Chemical                      |
| DUK     | Duke Energy                       |
| EMR     | Emerson Electric Co.              |
| EXC     | Exelon                            |
| F       | Ford Motor                        |
| FB      | Facebook                          |
| FDX     | FedEx                             |
| FOX     | 21st Century Fox                  |
| FOXA    | 21st Century Fox                  |
| GD      | General Dynamics                  |
| GE      | General Electric Co.              |
| GILD    | Gilead Sciences                   |
| GM      | General Motors                    |
| GOOG    | Alphabet Inc                      |
| GOOGL   | Alphabet Inc                      |
| GS      | Goldman Sachs                     |
| HAL     | Halliburton                       |
| HD      | Home Depot                        |
| HON     | Honeywell                         |
| IBM     | International Business Machines   |
| INTC    | Intel Corporation                 |
| JNJ     | Johnson & Johnson Inc             |
| JPM     | JP Morgan Chase & Co              |
| KHC     | Kraft Heinz                       |
| KMI     | Kinder Morgan Inc/DE              |
| KO      | The Coca-Cola Company             |
| LLY     | Eli Lilly and Company             |
| LMT     | Lockheed-Martin                   |
| LOW     | Lowe's                            |
| MA      | MasterCard Inc                    |
| MCD     | McDonald's Corp                   |
| MDLZ    | Mondelēz International            |
| MDT     | Medtronic Inc.                    |
| MET     | Metlife Inc.                      |
| MMM     | 3M Company                        |
| MO      | Altria Group                      |
| MON     | Monsanto                          |
| MRK     | Merck & Co.                       |
| MS      | Morgan Stanley                    |
| MSFT    | Microsoft                         |
| NEE     | NextEra Energy                    |
| NKE     | Nike                              |
| ORCL    | Oracle Corporation                |
| OXY     | Occidental Petroleum Corp.        |
| PCLN    | Priceline Group Inc/The           |
| PEP     | Pepsico Inc.                      |
| PFE     | Pfizer Inc                        |
| PG      | Procter & Gamble Co               |
| PM      | Phillip Morris International      |
| PYPL    | PayPal Holdings                   |
| QCOM    | Qualcomm Inc.                     |
| RTN     | Raytheon Company                  |
| SBUX    | Starbucks Corporation             |
| SLB     | Schlumberger                      |
| SO      | Southern Company                  |
| SPG     | Simon Property Group, Inc.        |
| T       | AT&T Inc                          |
| TGT     | Target Corp.                      |
| TWX     | Time Warner Inc.                  |
| TXN     | Texas Instruments                 |
| UNH     | UnitedHealth Group Inc.           |
| UNP     | Union Pacific Corp.               |
| UPS     | United Parcel Service Inc         |
| USB     | US Bancorp                        |
| UTX     | United Technologies Corp          |
| V       | Visa Inc.                         |
| VZ      | Verizon Communications Inc        |
| WBA     | Walgreens Boots Alliance          |
| WFC     | Wells Fargo                       |
| WMT     | Wal-Mart                          |
| XOM     | Exxon Mobil Corp                  |

## Thống kê
Mức vốn hóa thị trường trung bình của S&P 100 gấp khoảng hai lần so với S&P 500 (173 tỉ USD so với 82 tỉ USD vào thời điểm tháng 1 năm 2017).

## Đầu tư
Chỉ số này được theo dõi bởi quỹ giao dịch iShares S&P 100 Index Fund (Bản mẫu:NYSE Arca). Ngoài ra, một phiên bản trọng số bình đẳng của chỉ số này được theo dõi bởi Guggenheim ETF (Bản mẫu:NYSE Arca).

## Thu nhập hàng năm
| Năm  | Price return | Total return |
| ---- | ------------ | ------------ |
| 2016 | 8.78%        | 11.37%       |
| 2015 | 0.34%        | 2.64%        |
| 2014 | 10.27%       | 12.74%       |
| 2013 | 27.40%       | 30.39%       |
| 2012 | 13.28%       | 16.05%       |
| 2011 | 0.86%        | 3.18%        |
| 2010 | 10.08%       | 12.51%       |
| 2009 | 19.13%       | 22.29%       |
| 2008 | –37.06%      | –35.31%      |
| 2007 | 3.82%        | 6.12%        |
| 2006 | 15.86%       |              |
| 2005 | –0.92%       |              |
| 2004 | 4.45%        |              |
| 2003 | 23.84%       |              |
| 2002 | –23.88%      |              |
| 2001 | –14.88%      |              |
| 2000 | –13.42%      |              |